# Double Vision (album av Bonfire)
Double Vision är ett livealbum av den tyska hårdrocksgruppen Bonfire från 2007. Skivan är inspelad vid en livekonsert i England under "Firefest III" i Nottingham. Det annonserades innan som "En live-hyllning för 20 år av rock n' roll med Bonfire". En DVD av konserten släpptes också, inte långt efter detta album kom ut.

## Låtlista
| Nr  | Titel                       | Kompositör                                                     | Längd |
| --- | --------------------------- | -------------------------------------------------------------- | ----- |
| 1.  | Day 911                     | Lessmann, Ziller                                               | 5:43  |
| 2.  | But We Still Rock           | Lessmann, Ziller                                               | 5:05  |
| 3.  | Never Mind                  | Lessmann, Ziller, Maier-Thorn, Deisinger                       | 4:15  |
| 4.  | Under Blue Skies            | Lessmann, Ziller                                               | 5:52  |
| 5.  | Hot To Rock                 | Ziller, Deisinger, Lessmann                                    | 3:58  |
| 6.  | Don't Touch the Light       | Ziller, Maier-Thorn, Lessmann                                  | 2:57  |
| 7.  | Tony's Roulette             | Ziller, Lessmann                                               | 4:55  |
| 8.  | Give It A Try               | Lessmann, Ziller, Maier-Thorn, Deisinger                       | 5:44  |
| 9.  | American Nights             | Lessmann, Ziller, Maier-Thorn, Ribler                          | 4:18  |
| 10. | Hard On Me                  | Ponti, Swirsky, Schleifer, Lessmann, Ziller, Deisinger, Patrik | 3:48  |
| 11. | Sweet Obsession             | Ponti, Turner, Lessmann, Ziller, Maier-Thorn, Deisinger        | 4:43  |
| 12. | Ready 4 Reaction & Champion | Lessmann, Ziller, Maier-Thorn, Deisinger                       | 7:26  |
| 13. | Bang Down the Door          | Halligan Jr, Schleifer, Lessmann, Ziller                       | 3:38  |

## Band medlemmar
- Claus Lessmann - sång
- Hans Ziller - gitarr & bakgrundssång
- Chris Limburg - gitarr & bakgrundssång
- Uwe Köhler - bas & bakgrundssång
- Jürgen Wiehler - trummor & bakgrundssång